# Hymenophyllum lanceolatum
Hymenophyllum lanceolatum là một loài dương xỉ trong họ Hymenophyllaceae. Loài này được Hook. & Arn. mô tả khoa học đầu tiên.